# Tarsus IV
A Tarsus IV egy kitalált bolygó a Star Trek univerzumban. A Tarsus csillagrendszerben található, a rendszer negyedik bolygója, felszínén a földiek kolóniát hoztak létre, valamikor a 2240-es évek előtt, feltételezhetően még a 22-ik században.
A bolygón 2246-ban egy ismeretlen gombafaj elterjedése az élelmiszer-tartalékok szinte teljes pusztulásához vezetett. A bolygó kormányzója, Kodos rendelkezése alapján a kolónia lakosságának felét, 4000 életben maradásra alkalmatlannak minősített telepest, kivégeztek, hogy a többi 4000 élhessen. Az áldozatok között volt Hoshi Sato, az Enterprise NX-01-es csillaghajó egykori nyelvésze és híradótisztje. Kodos ezért a tettéért "A Hóhér" melléknevet kapta. A kivégzéseknek szemtanúja volt a fiatal James T. Kirk, Kevin Riley és Thomas Leighton, akik felnőve a Csillagflotta tisztjeivé válnak.